# Saint-Gervais-des-Sablons
Pour les articles homonymes, voir Saint-Gervais et Sablons.
Saint-Gervais-des-Sablons est une commune française, située dans le département de l'Orne en région Normandie, peuplée de 71 habitants.

## Géographie
La commune est aux confins du pays d'Auge, de la campagne de Falaise et de la plaine d'Argentan. Son bourg est à 9 km au nord-est de Trun, à 14 km à l'ouest de Vimoutiers, à 16 km au sud-ouest de Livarot, à 18 km au sud-est de Saint-Pierre-sur-Dives et à 22 km à l'est de Falaise.
| L'Oudon (Calvados, comm. ass. de Garnetot et Grandmesnil) | Le Renouard                  | Le Renouard           |
| Les Moutiers-en-Auge (Calvados)                           | Saint-Gervais-des-Sablons    | Le Renouard           |
| Montreuil-la-Cambe                                        | Montreuil-la-Cambe, Écorches | Le Renouard, Écorches |

### Hydrographie
La commune est située dans le bassin Seine-Normandie. Elle est drainée par la Monne, le cours d'eau 01 du Moulin d'Olivet, le fossé 01 des Mézerets, le fossé 01 du Château de Corday, le fossé 10 de la commune de Saint-Gervais-des-Sablons, le fossé 12 de la commune de Saint-Gervais-des-Sablons et  et un autre petit cours d'eau,.
La Monne, d'une longueur de 15 km, prend sa source dans la commune du Renouard et se jette  dans la Vie à Val-de-Vie, après avoir traversé cinq communes. 

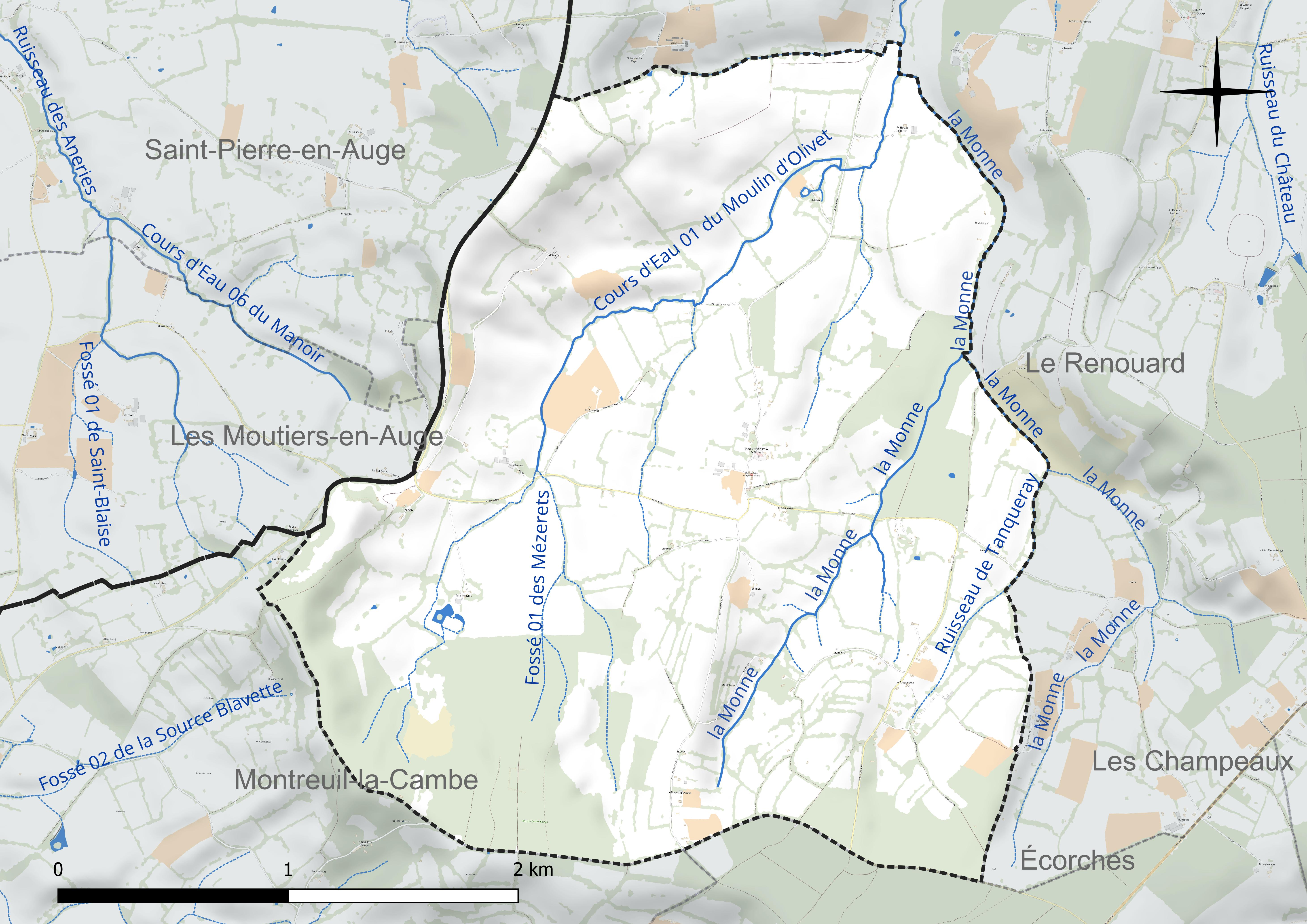
Réseau hydrographique de Saint-Gervais-des-Sablons.

### Climat
Pour des articles plus généraux, voir Climat de la Normandie et Climat de l'Orne.
En 2010, le climat de la commune est de type climat océanique altéré, selon une étude du CNRS s'appuyant sur une série de données couvrant la période 1971-2000. En 2020, Météo-France publie une typologie des climats de la France métropolitaine dans laquelle la commune est exposée à un climat océanique et est dans la région climatique Normandie (Cotentin, Orne), caractérisée par une pluviométrie relativement élevée (850 mm/a) et un été frais (15,5 °C) et venté. Parallèlement le GIEC normand, un groupe régional d’experts sur le climat, différencie quant à lui, dans une étude de 2020, trois grands types de climats pour la région Normandie, nuancés à une échelle plus fine par les facteurs géographiques locaux. La commune est, selon ce zonage, exposée à un « climat des plateaux abrités », correspondant à la plaine agricole de Caen à Falaise, sous le vent des collines de Normandie et proche de la mer, se caractérisant par une pluviométrie et des contraintes thermiques modérées.
Pour la période 1971-2000, la température annuelle moyenne est de 10,3 °C, avec une amplitude thermique annuelle de 13,4 °C. Le cumul annuel moyen de précipitations est de 807 mm, avec 12,9 jours de précipitations en janvier et 7,7 jours en juillet. Pour la période 1991-2020, la température moyenne annuelle observée sur la station météorologique la plus proche, située sur la commune de Damblainville à 14 km à vol d'oiseau, est de 11,6 °C et le cumul annuel moyen de précipitations est de 716,8 mm,. Pour l'avenir, les paramètres climatiques de la commune estimés pour 2050 selon différents scénarios d’émission de gaz à effet de serre sont consultables sur un site dédié publié par Météo-France en novembre 2022.

## Urbanisme

### Typologie
Au 1er janvier 2024, Saint-Gervais-des-Sablons est catégorisée commune rurale à habitat très dispersé, selon la nouvelle grille communale de densité à sept niveaux définie par l'Insee en 2022.
Elle est située hors unité urbaine et hors attraction des villes,.

### Occupation des sols
L'occupation des sols de la commune, telle qu'elle ressort de la base de données européenne d’occupation biophysique des sols Corine Land Cover (CLC), est marquée par l'importance des territoires agricoles (86,1 % en 2018), en diminution par rapport à 1990 (90,1 %). La répartition détaillée en 2018 est la suivante : 
prairies (53,1 %), terres arables (33,1 %), forêts (13,9 %). L'évolution de l’occupation des sols de la commune et de ses infrastructures peut être observée sur les différentes représentations cartographiques du territoire : la carte de Cassini (XVIIIe siècle), la carte d'état-major (1820-1866) et les cartes ou photos aériennes de l'IGN pour la période actuelle (1950 à aujourd'hui).

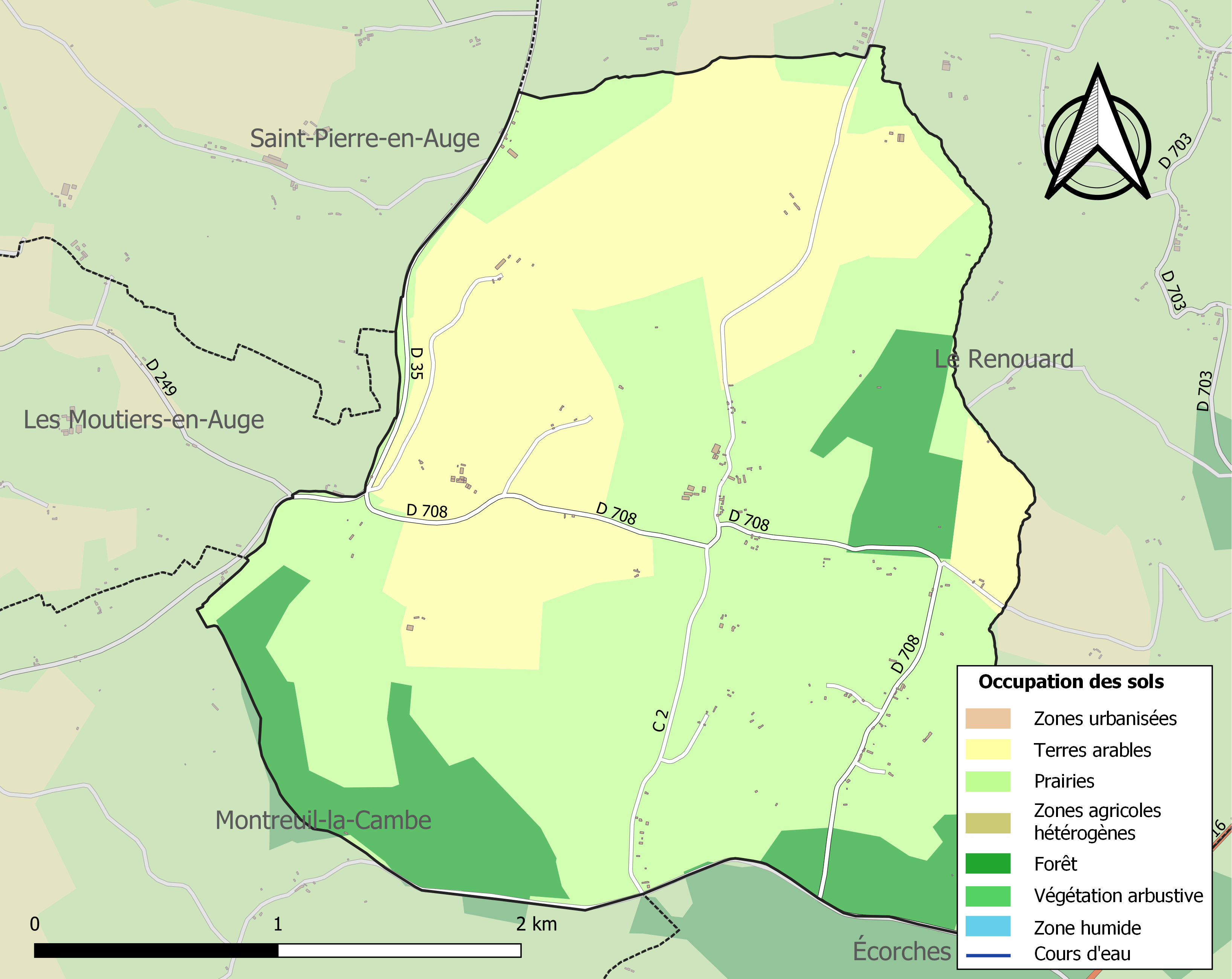
Carte des infrastructures et de l'occupation des sols de la commune en 2018 (CLC).

## Toponymie
Le nom de la localité est attesté sous la forme Sanctus Gervasius de Sablons en 1417.
L'église et la paroisse sont dédiées à saint Gervais, martyr chrétien du Ier siècle. Sablons évoquerait des terrains sableux.
Le gentilé est Saint-Gervaisien.

## Histoire
En 1822, Saint-Gervais-des-Sablons (209 habitants en 1821) absorbe Le Fouquerant (166 habitants, à l'est du territoire) et Quatre-Favrils (95 habitants, à l'ouest).

## Politique et administration
| Période                                  | Période    | Identité             | Étiquette | Qualité  |
| ---------------------------------------- | ---------- | -------------------- | --------- | -------- |
| 1985                                     | mars 2001  | Annick Guillard      | SE        |          |
| mars 2001                                | avril 2014 | Jean-Pierre Saussaye | SE        |          |
| avril 2014                               | En cours   | Alain Picco          | SE        | Retraité |
| Les données manquantes sont à compléter. |            |                      |           |          |

Le conseil municipal est composé de sept membres dont le maire et deux adjoints.

## Démographie
L'évolution du nombre d'habitants est connue à travers les recensements de la population effectués dans la commune depuis 1793. Pour les communes de moins de 10 000 habitants, une enquête de recensement portant sur toute la population est réalisée tous les cinq ans, les populations de référence des années intermédiaires étant quant à elles estimées par interpolation ou extrapolation. Pour la commune, le premier recensement exhaustif entrant dans le cadre du nouveau dispositif a été réalisé en 2008.
En 2022, la commune comptait 71 habitants, en évolution de +1,43 % par rapport à 2016 (Orne : −3,21 %, France hors Mayotte : +2,11 %).
Saint-Gervais-des-Sablons a compté jusqu'à 483 habitants en 1846, mais les trois communes de Saint-Gervais, Le Fouquerant et Quatre-Favrils, fusionnées en 1822, totalisaient 494 habitants en 1800 (respectivement 227, 167 et 100 habitants).
| 1793 | 1800 | 1806 | 1821 | 1836 | 1841 | 1846 | 1851 | 1856 |
| ---- | ---- | ---- | ---- | ---- | ---- | ---- | ---- | ---- |
| 98   | 227  | 207  | 209  | 465  | 450  | 483  | 467  | 416  |

| 1861 | 1866 | 1872 | 1876 | 1881 | 1886 | 1891 | 1896 | 1901 |
| ---- | ---- | ---- | ---- | ---- | ---- | ---- | ---- | ---- |
| 403  | 362  | 315  | 331  | 339  | 309  | 293  | 298  | 270  |

| 1906 | 1911 | 1921 | 1926 | 1931 | 1936 | 1946 | 1954 | 1962 |
| ---- | ---- | ---- | ---- | ---- | ---- | ---- | ---- | ---- |
| 236  | 239  | 186  | 164  | 151  | 149  | 165  | 165  | 141  |

| 1968 | 1975 | 1982 | 1990 | 1999 | 2006 | 2008 | 2013 | 2018 |
| ---- | ---- | ---- | ---- | ---- | ---- | ---- | ---- | ---- |
| 114  | 102  | 77   | 68   | 70   | 68   | 68   | 70   | 73   |

| 2022 | - | - | - | - | - | - | - | - |
| ---- | - | - | - | - | - | - | - | - |
| 71   | - | - | - | - | - | - | - | - |

| 1793 | 1800 | 1806 | 1821 |
| ---- | ---- | ---- | ---- |
| 160  | 167  | 161  | 166  |

| 1793 | 1800 | 1806 | 1821 |
| ---- | ---- | ---- | ---- |
| 107  | 100  | 101  | 95   |

## Lieux et monuments
- Église Saint-Gervais du XIXe siècle.
- Les églises du Fouquerant et Sainte-Trinité de Quatre-Favrils ont été détruites sous la Révolution.
- Vestiges d'un château fort du XIe siècle (à Glatigny, motte castrale)[35].
- Vestiges d'un ancien camp romain, au sud, dans le bois de Quatre-Favrils[36]. Le camp, implanté sur une voie romaine stratégiquement importante, se présente sous la forme d'une enceinte quadrangulaire, entourée d'un fossé de deux mètres de profondeur, et bordée par un rempart de terre, dont les angles ont été renforcés[37].